# Cody Calafiore
Cody Christopher Calafiore (Howell, Nova Jersey, 13 de dezembro de 1990) é um ator e modelo norte-americano. Ele foi o vice-campeão do reality show Big Brother 16 em 2014.
Em 2014, Calafiore apareceu em uma campanha publicitária para a marca americana de roupas íntimas C-IN2. Após apareceu na Winq Magazine, Men's Fitness, Risbel Magazine, fez campanha publicitária para Swissgear e três editoriais para The Fashionisto.
Calafiore apareceu em um desfiles de moda para Malan Breton e Ricardo Seco. Em 2016, Calafiore co-estrelou o filme independente What Happened Last Night. Em 2017 ele aparecerá no filme televisivo Live To Tell e estrelar dois filmes independentes, Days Like This e Stay.